# Eurydice truncata
Eurydice truncata is een pissebed uit de familie Cirolanidae. De wetenschappelijke naam van de soort is voor het eerst geldig gepubliceerd in 1868 door Norman.